# Damar
Damar (indonez. Pulau Damar), także Damer lub Damma – wyspa w Indonezji na morzu Banda w grupie wysp Barat Daya; powierzchnia 197,7 km²; długość linii brzegowej 65,3 km; ok. 5 tys. mieszkańców.
Otoczona rafami koralowymi; powierzchnia górzysta (wys. do 869 m n.p.m.); główna miejscowość Wulur.
Ludność Damar zajmuje się rolnictwem (uprawa kukurydzy, manioku i bananów), produkcją kopry. Duże znaczenie mają też rybołówstwo oraz sprzedaż orzechów kokosowych i goździków. Według stanu na 2002 r. na wyspie nie ma elektryczności.
Na wyspie są używane dwa bliżej niespokrewnione języki: damar wschodni (damar-wulur) i damar zachodni (damar-batumerah).